# Agrypnus subcylindricus
Agrypnus subcylindricus is een keversoort uit de familie kniptorren (Elateridae). De wetenschappelijke naam van de soort is voor het eerst geldig gepubliceerd in 1908 door Schwarz.